# صنسيت هيلز
صنسيت هيلز (ميزوري) (بالإنجليزية: Sunset Hills, Missouri)‏ هي مدينة تقع في الولايات المتحدة في مقاطعة سانت لويس، ميزوري. يقدر عدد سكانها بـ 8,496 نسمة ومساحتها 23.67 كم2 وترتفع عن سطح البحر 188 متر.

## التركيبة السكانية
قام مكتب تعداد الولايات المتحدة بتحديد بيانات التركيبة السكانية لصنسيت هيلزفي تعداد الولايات المتحدة. في ما يلي، التركيبة السكانية حسب تعدادي 2000 و2010.

### تعداد عام 2000
بلغ عدد سكان سانرايس بيتش 368 نسمة بحسب تعداد عام 2000، وبلغ عدد الأسر 171 أسرة وعدد العائلات 112 عائلة مقيمة في القرية. في حين سجلت الكثافة السكانية 83.0 نسمة لكل ميل مربع (32.0/كم2). وبلغ عدد الوحدات السكنية 350 وحدة بمتوسط كثافة قدره 79.0 نسمة لكل ميل مربع (30.5/كم2).
وتوزع التركيب العرقي للقرية بنسبة 93.48% من البيض و 2.17% من الأمريكيين الأصليين و 0.54% من الأمريكيين ذوي الأصول الآسيوية و 2.72% من عرقين مختلطين أو أكثر.
بلغ عدد الأسر 171 أسرة كانت نسبة 15.2% منها لديها أطفال تحت سن الثامنة عشر تعيش معهم، وبلغت نسبة الأزواج القاطنين مع بعضهم البعض 59.1% من أصل المجموع الكلي للأسر، ونسبة 4.7% من الأسر كان لديها معيلات من الإناث دون وجود شريك، وكانت نسبة 34.5% من غير العائلات. تألفت نسبة 28.1% من أصل جميع الأسر من أفراد ونسبة 14.6% كانوا يعيش معهم شخص وحيد يبلغ من العمر 65 عاماً فما فوق. وبلغ متوسط حجم الأسرة المعيشية 2.52، أما متوسط حجم العائلات فبلغ 2.15.
بلغ العمر الوسطي للسكان 51 عاماً. وكانت نسبة 14.9% من القاطنين تحت سن الثامنة عشر، وكانت نسبة 6.3% بين الثامنة عشر والأربعة وعشرون عاماً، ونسبة 19.6% كانت واقعةً في الفئة العمرية ما بين الخامسة والعشرون حتى والأربعة وأربعون عاماً، ونسبة 29.9% كانت ما بين الخامسة والأربعون حتى الرابعة والستون، ونسبة 29.3% كانت ضمن فئة الخامسة والستون عاماً فما فوق. يوجد لكل 100 أنثى 96.8 ذكر، ويوجد لكل 100 أنثى في الثامنة عشر من عمرها فما فوق 92.0 ذكر.
بلغ متوسط دخل الأسرة في القرية 27,679 دولار، أما متوسط دخل العائلة فبلغ 30,833 دولار. وكان متوسط دخل الذكور 21,016 دولار مقابل 15,536 دولار للإناث. وسجل دخل الفرد الخاص بالقرية 17,382 دولار. وكانت نسبة 6.3% من العائلات ونسبة 10.7% من السكان تحت خط الفقر، وكان من هؤلاء نسبة 43.9% تحت سن الثامنة عشر ونسبة 4.3% في الخامسة والستين من العمر وما فوق.

### تعداد عام 2010
بلغ عدد سكان سانرايس بيتش 431 نسمة بحسب تعداد عام 2010، وبلغ عدد الأسر 207 أسرة وعدد العائلات 122 عائلة مقيمة في القرية. في حين سجلت الكثافة السكانية 78.5 نسمة لكل ميل مربع (30.3/كم2). وبلغ عدد الوحدات السكنية 418 وحدة بمتوسط كثافة قدره 76.1 لكل ميل مربع (29.4/كم2).
وتوزع التركيب العرقي للقرية بنسبة 94.7% من البيض و 1.6% من الأمريكيين الأصليين و 0.2% من الأمريكيين الأفارقة و 3.0% من عرقين مختلطين أو أكثر.
بلغ عدد الأسر 207 أسرة كانت نسبة 21.7% منها لديها أطفال تحت سن الثامنة عشر تعيش معهم، وبلغت نسبة الأزواج القاطنين مع بعضهم البعض 43.0% من أصل المجموع الكلي للأسر، ونسبة 10.6% من الأسر كان لديها معيلات من الإناث دون وجود شريك، بينما كانت نسبة 5.3% من الأسر لديها معيلون من الذكور دون وجود شريكة وكانت نسبة 41.1% من غير العائلات. تألفت نسبة 32.4% من أصل جميع الأسر من أفراد ونسبة 18.4% كانوا يعيش معهم شخص وحيد يبلغ من العمر 65 عاماً فما فوق. وبلغ متوسط حجم الأسرة المعيشية 2.51، أما متوسط حجم العائلات فبلغ 2.08.
بلغ العمر الوسطي للسكان 48.9 عاماً. وكانت نسبة 16.7% من القاطنين تحت سن الثامنة عشر، وكانت نسبة 7.7% بين الثامنة عشر والأربعة وعشرون عاماً، ونسبة 19.3% كانت واقعةً في الفئة العمرية ما بين الخامسة والعشرون حتى والأربعة وأربعون عاماً، ونسبة 27.9% كانت ما بين الخامسة والأربعون حتى الرابعة والستون، ونسبة 28.5% كانت ضمن فئة الخامسة والستون عاماً فما فوق. وتوزع التركيب الجنسي للسكان بنسبة 48.0% ذكور و52.0% إناث.